# Bruce Kleiner
Bruce Alan Kleiner é um matemático estadunidense, que trabalha com geometria diferencial e teoria geométrica de grupos.

## Vida
Kleiner estudou na Universidade da Califórnia em Berkeley, onde obteve o bacharelado em 1985, onde obteve um doutorado em 1990, orientado por Wu-Yi Hsiang, com a tese Riemannian Four-Manifolds with Nonnegative Curvature and Continuous Symmetry. Lecionou depois na Universidade da Pensilvânia, na Universidade de Utah (como professor associado em 1998), na Universidade de Michigan e na Universidade Yale. É atualmente professor na Universidade de Nova Iorque.
Foi palestrante convidado do Congresso Internacional de Matemáticos em Madrid (2006: The asymptotic geometry of negatively curved spaces: uniformization, geometrization and rigidity). Recebeu o Prêmio para Revisão Científica NAS de 2013 juntamente com John Lott.

## Obras
- (com Bernhard Leeb) Rigidity of quasi-isometries for symmetric spaces and Euclidean buildings. In: Inst. Hautes Études Sci. Publ. Math., No. 86, 1997, p. 115–197.
- (com Mario Bonk) Quasisymmetric parametrizations of two-dimensional metric spheres. In: Invent. Math., 150, 2002, no. 1, p. 127–183.
- (com John Lott) Notes on Perelman’s Papers, 2006. In: Geom. Topol., 12, 2008, no. 5, p. 2587–2855, Arxiv.
- A new proof of Gromov’s theorem on groups of polynomial growth, 2007. In: J. Amer. Math. Soc., 23, 2010, no. 3, p. 815–829, Arxiv.
- (com Jeff Cheeger) Differentiating maps into {\displaystyle L^{1}}, and the geometry of BV functions. In: Ann. of Math., (2) 171, 2010, no. 2, p. 1347–1385.
- (com John Lott): Singular Ricci flows I. In: Acta Math., 219, 2017, no. 1, p. 65–134.
- The asymptotic geometry of negatively curved spaces: uniformization, geometrization and rigidity (PDF; 142 kB) Congresso Internacional de Matemáticos 2006.